# Epimorfisme
In de categorietheorie is een epimorfisme (ook wel een episch morfisme of een epi genoemd) een morfisme {\displaystyle f:X\to Y} dat rechts-annuleerbaar is, wat inhoudt dat voor alle morfismen {\displaystyle g,h:Y\to Z} geldt
{\displaystyle g\circ f=h\circ f\implies g=h~.}
Epimorfismen zijn analoga van surjectieve functies, maar ze zijn niet exact hetzelfde. De duale van een epimorfisme is een monomorfisme, wat wil zeggen dat een epimorfisme in een categorie {\displaystyle {\mathcal {C}}} een monomorfisme is in de duale categorie {\displaystyle {\mathcal {C}}^{op}.}
Veel auteurs in de abstracte algebra en de universele algebra definiëren een epimorfisme simpelweg als een onto of surjectief homomorfisme. Elk epimorfisme is in deze algebraïsche zin een epimorfisme in de zin van de categorietheorie, maar het omgekeerde geldt niet voor alle categorieën.